# Teknősök végtelen sora (film)
A Teknősök végtelen sora (eredeti cím: Turtles All the Way Down) 2024-ben bemutatott amerikai romantikus filmdráma, amelyet Elizabeth Berger és Isaac Aptaker forgatókönyvéből Hannah Marks rendezett, John Green 2017-es, azonos című regénye alapján. A főbb szerepekben Isabela Merced és Cree Cicchino látható.
Amerikai Egyesült Államokban a Max, Magyarország az HBO Max 2024. május 2-án mutatta be.

## Cselekmény
A 16 éves Aza Holmes Indianapolisban él, középiskolába jár, és szorongásos zavarokban, valamint obszesszív-kompulzív zavarban szenved, ami nem könnyíti meg a tinédzser életét, illetve az édesanyjával, Ginával és legjobb barátnőjével, Daisyvel való kapcsolatát. Édesapja elhunyt.
Az Applebee's-ben töltött egyik szokásos ebédje során Daisy azon töpreng, hogyan juthatna hozzá a rendőrség által felajánlott 100 000 dolláros jutalomhoz, ha nyomokat talál a már jó ideje eltűnt Russell Pickett milliárdos hollétére vonatkozóan. Aza régen jóban volt a Davis nevű fiával, és emlékszik, hol töltötte a nyarait. Beosonnak a birtokra, de egy biztonsági csapat elkapja őket, és a Pickett család kúriájába viszik, ahol Davis és öccse, Noah élnek. Anyjuk néhány éve meghalt, de apjuknak sincs semmi nyoma.
Davis és Aza újra felveszik régi barátságukat. Ettől kezdve minden napot együtt töltenek.

## Szereplők
| Szerep            | Színész            | Magyar hang         |
| ----------------- | ------------------ | ------------------- |
| Aza Holmes        | Isabela Merced     | Rudolf Szonja       |
| Daisy             | Cree Cicchino      | Staub Viktória      |
| Davis             | Felix Mallard      | L. Nagy Attila      |
| Mychal            | Maliq Johnson      | Katona Péter Dániel |
| Dr. Kira Singh    | Poorna Jagannathan |                     |
| Gina              | Judy Reyes         | Sági Tímea          |
| Abbott professzor | J. Smith-Cameron   | Bánsági Ildikó      |
| Holly             | Hannah Marks       |                     |
| Quinn             | Debby Ryan         | Bogdányi Titanilla  |
| Mr. Adler         | John Green         |                     |
| Mark Holmes       | Jason Kientz       |                     |

### Magyar változat
- Magyar szöveg: Szentmihályi Hunor
- Hangmérnök: Cs. Németh Bálint
- Vágó: Sári-Szemerédi Gabriella
- Gyártásvezető: Gelencsér Adrienne
- Szinkronrendező: Marton Bernadett
- Produkciós vezető: Várkonyi Krisztina

A szinkront a Mafilm Audio Kft. készítette el.

## A film készítése
A Teknősök végtelen sora megfilmesítési jogait a Fox 2000 Pictures vásárolta meg a regény 2017-es megjelenésekor, a projekt John Green és Rosianna Halse Rojas vezető producerek közreműködésével indult. Elizabeth Berger és Isaac Aptaker neve 2018 májusában került nyilvánosságra, mint a forgatókönyv írói, míg Hannah Marks 2019 januárjában lett bejelentve, mint a film rendezője. Miután a The Walt Disney Company felvásárolta, majd bezárta a Fox 2000 Picturest, a projekt „turnaround” státuszba került (vagyis más stúdiók számára elérhetővé vált), mígnem a New Line Cinema megvásárolta, a forgalmazási jogokat pedig a HBO Max (későbbi nevén Max) szerezte meg. A filmet emellett Marty Bowen, Wyck Godfrey és Isaac Klausner is producerként jegyzi a Temple Hill Entertainment színeiben, ugyanaz a produkciós cég, amely John Green korábbi regényeinek filmváltozatait is készítette.
Isabela Merced, aki korábban a Behavazva című, szintén Green-adaptációban játszott, 2022 márciusában csatlakozott a szereplőgárdához, majd a következő hónapokban Judy Reyes, Cree Cicchino, Felix Mallard, J. Smith-Cameron, Poorna Jagannathan és Maliq Johnson is csatlakoztak a szereplőkhöz.
A forgatás 2022. április 26-án kezdődött Cincinnati városában és júniusban ért véget. 2024 januárjában bejelentették, hogy a film „első betekintő” vetítését a Savannah College of Art and Design (SCAD) TVfest keretében tartják meg 2024. február 9-én Atlantában.

## Fogadtatás
A Rotten Tomatoes weboldalon 86%-os értékelést kapott 28 pozitív kritika alapján, az átlagértékelése 6,6 pont a 10-ből. A Metacritic oldalán 100-ból 64 pontot kapott 9 kritika alapján, ami „általánosságban kedvező” értékelést jelent.
Adrian Horton a The Guardiantól ötből három csillagot adott a filmre, és azt írta: „nehezen találja meg az egyensúlyt az átérezhető tinédzserkori szorongás és az életnél nagyobbnak tűnő érzelmek felfokozott váza között”. Dicsérte a kényszerbetegségből eredő gondolati spirálok ábrázolását és Merced alakítását.